# الخالف
ال-خالف یک منطقهٔ مسکونی در یمن است که در استان حضرموت واقع شده‌است.